# Zoar (Wisconsin)
Zoar è un census-designated place (CDP) degli Stati Uniti d'America, situato in Wisconsin, nella contea di Menominee, in quello che era il territorio dei Menominee, presso i quali era chiamato Saqnawehnaen, che significa bivio in un ruscello.